# Římskokatolická farnost – děkanství Libáň
Římskokatolická farnost – děkanství Libáň (lat. Libana) je církevní správní jednotka sdružující římské katolíky na území města Libáň a v jeho okolí. Organizačně spadá do turnovského vikariátu, který je jedním z 10 vikariátů litoměřické diecéze.

## Historie farnosti

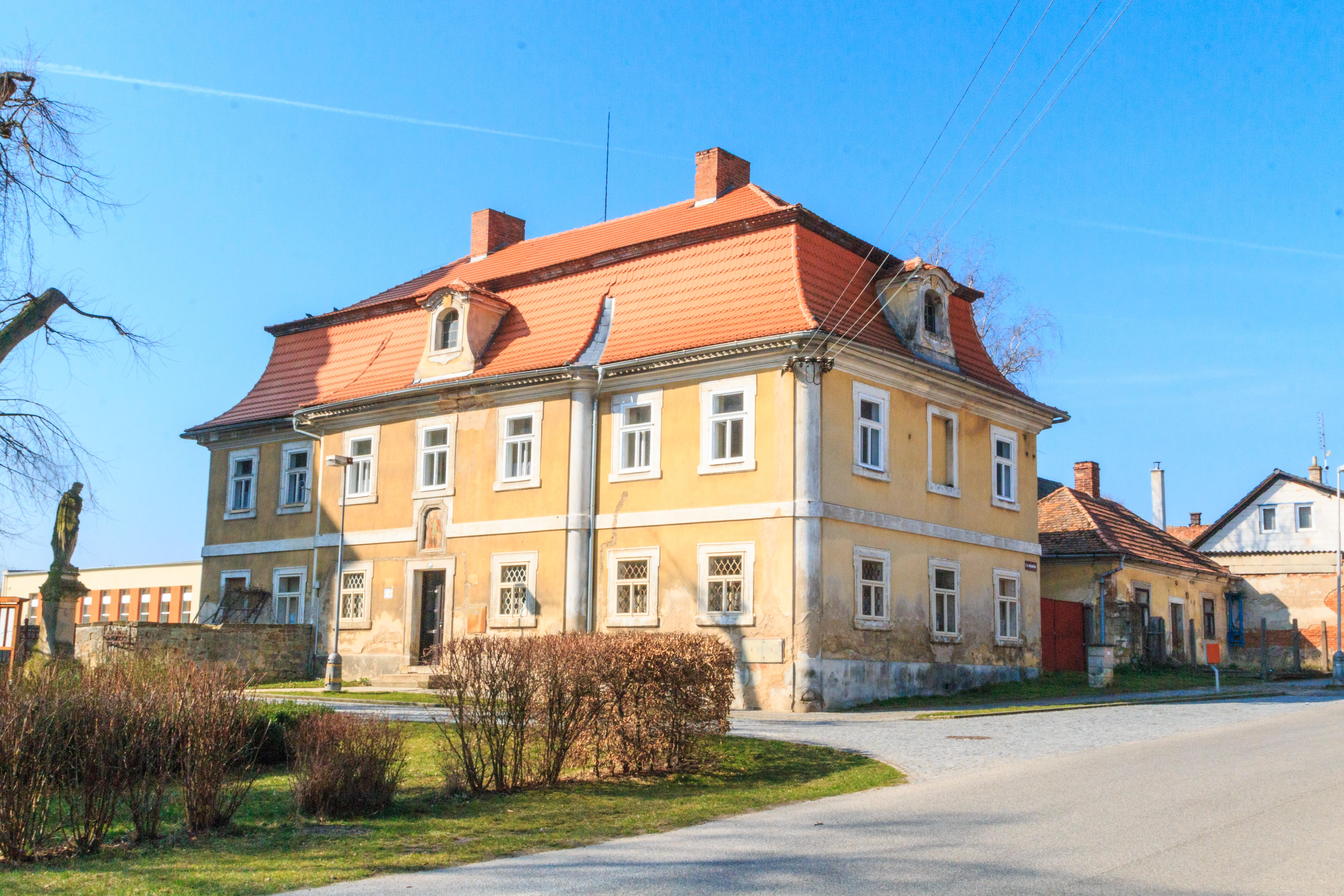
Fara v Libáni

Farnost existuje již o roku 1370. Matriky jsou vedeny od roku 1665. Do 31. května 1993 byla farnost součástí nymburského vikariátu.

### Duchovní správcové vedoucí farnost
Začátek působnosti jmenovaného v duchovní správě farnosti od:
- Martinus, † 1370
- 1370   Nicolaus
- 1406   Marcus
- 28. 7. 1411 Petrus
- 1415   Guilelmus
- 1416   Petrus, † 1419
- 1419   Joannes
- 1433   Wenceslaus
- 1603   Andreas Hostounský
- 1624   missionarius Vitus Joanides SJ
- 1624   missionarius Mathias Burnatius SJ (a haereticis interfectus est – zabit protestanty)
- 1626   missionarius  Adamus Kravařský SJ
- 1642   Michaël Rosenstein
- 1659   Georgius Hodkovský
- 1666   Franciscus Gorner, † x. 7. 1670
- 24. 8. 1670 Simon Relitz
- 29. 11. 1673 Wenceslaus Bernard. Hurich
- 6. 6. 1693 Burian Jessenský
- 16. 8. 1698 Martinus Nový, n. 1660, † 4. 11. 1710
- 21. 11. 1710 Josephus Stella, n. 1679, † 27. 10. 1751
- 8. 9. 1751 Joann. Franc. de Vogl, n. 1712 Haida, † 17. 4. 1790
- 1. 7. 1790 Jos. Negedli, n. 1741 Kopidlno, † 18. 1. 1815
- 1815 Frid. Horák, † 23. 6. 1815
- 14. 9. 1815 Anton. Ribischar, n. 12. 9. 1783 Semil, o. 30. 7. 1807, † 12. 9. 1825
- 1825   par. vacat, cap. Wenc. Jahoda
- 22. 12. 1825 Anton. Patzowsky, n. 14. 1. 1782 Litomyšl, o. 18. 8. 1805, † 28. 10. 1850
- 1850   Wenc. Černohaus, n. 13. 2. 1798 Turnov, o. 24. 8. 1821, † 30. 3. 1872
- 1873   Franc. Rašin, n. 28. 8. 1826 Vesecens., o. 27. 7. 1853, † 14. 10. 1905
- 1899   par. vacat, admin. inter. Franc. Dvořák
- 1899   Jos. Churáček, n. 20. 3. 1856 Metličany, o. 18. 7. 1880, † 14. 12. 1904
- 1905   Carol. Jedlička, n. 30. 1. 1857 Chotěboř, o. 15. 7. 1882, † 20. 1. 1928
- 1925   Franc. Kulhánek, n. 5. 2. 1873 Lhovice, o. 1. 11. 1897, † 17. 3. 1935
- 19. 3. 1935 par. vacat, admin. Arno Linke
- 1. 10. 1935 Ferdinand Hrdý, n. 22. 1. 1872 Milíčeves, o. 21. 9. 1897, † 4. 3. 1949
- 1. 4.  1949 Karel Kousal
- 1. 9.  1950 Antonín Tuček
- 7. 11. 1961 Imrich Solnica, SVD admin., n. 21. 9. 1911, † 25. 3. 2005
- 1. 4.  1986 Bohuslav Skácel, admin.
- 1. 7.  1987 Jiří Hladík O.P., admin.
- 1. 10. 1990 Jan Bečvář, děkan n. 26. 5. 1924, † 29. 8. 2005
- 1. 9.  1995 Augustín Števica, admin., od 1. 1. 2019 děkan[3]

Kromě kněží stojících v čele farnosti, působili ve farnosti v průběhu její historie i jiní kněží. Většinou pracovali jako farní vikáři, kaplani, katecheté, výpomocní duchovní aj.

## Území farnosti
Do farnosti náleží území obce:
- Kozodírky
- Křešice
- Libáň
- Nový Dvůr
- Psinice
- Sedliště
- Staré Hrady
- Údrnice
- Únětice
- Záhuby
- Zelenecká Lhota
- Zliv

## Římskokatolické sakrální stavby a místa kultu na území farnosti
| | Fotografie | Stavba                          | Místo             | Bohoslužby                      | Zeměpisné souřadnice             | Status          | Číslo kulturní památky                       |
| Kostely | Kostely    | Kostely                         | Kostely           | Kostely                         | Kostely                          | Kostely         | Kostely                                      |
| --- | ---------- | ------------------------------- | ----------------- | ------------------------------- | -------------------------------- | --------------- | -------------------------------------------- |
| 1. |            | Kostel svatého Ducha            | Libáň             | bližší informace o bohoslužbách | 50°22′30″ s. š., 15°13′14″ v. d. | farní kostel    | 18113/6-1235 (Pk•MIS•Sez•Obr•WD) (Q24089648) |
| 2. |            | Kostel sv. Jiří                 | Psinice           | bližší informace o bohoslužbách | 50°21′14″ s. š., 15°12′51″ v. d. | filiální kostel | 17890/6-1345 (Pk•MIS•Sez•Obr•WD) (Q24877423) |
| 3. |            | Kostel sv. Martina              | Údrnice           | bližší informace o bohoslužbách | 50°22′30″ s. š., 15°15′39″ v. d. | filiální kostel | 23855/6-1419 (Pk•MIS•Sez•Obr•WD) (Q25454971) |
| 4. |            | Kostel Nalezení sv. Kříže       | Zliv              | bližší informace o bohoslužbách | 50°21′43″ s. š., 15°13′49″ v. d. | filiální kostel | 40633/6-1444 (Pk•MIS•Sez•Obr•WD) (Q24877361) |
| Kaple |            |                                 |                   |                                 |                                  |                 |                                              |
| 5. |            | Kaple Panny Marie Sedmibolestné | Libáň             | bližší informace o bohoslužbách | 50°22′6″ s. š., 15°12′49″ v. d.  | hřbitovní kaple | —                                            |
| 6. |            | Kaple Nejsvětější Trojice       | Zelenecká Lhota   | bližší informace o bohoslužbách | 50°24′4″ s. š., 15°10′47″ v. d.  | kaple           | —                                            |
| 7. |            | Kaple sv. Jana Křtitele         | Zámek Staré Hrady | bližší informace o bohoslužbách | 50°23′10″ s. š., 15°12′50″ v. d. | zámecká kaple   | —                                            |
| Některé drobné sakrální stavby a pamětihodnosti lze dohledat zde v databázi Drobné sakrální památky Zaniklé sakrální stavby lze dohledat zde v databázi Poškozené a zničené kostely, kaple a synagogy v České republice |            |                                 |                   |                                 |                                  |                 |                                              |

Ve farnosti se mohou nacházet i další drobné sakrální stavby, místa římskokatolického kultu a pamětihodnosti, které neobsahuje tato tabulka.

## Farní obvod
Z důvodu efektivity duchovní správy byl vytvořen farní obvod (kolatura) sestávající z přidružených farností spravovaných excurrendo z Libáně. Jsou jimi farnosti (řazeno abecedně):
1. Římskokatolická farnost Bystřice
2. Římskokatolická farnost Markvartice u Sobotky
3. Římskokatolická farnost Osenice

## Galerie

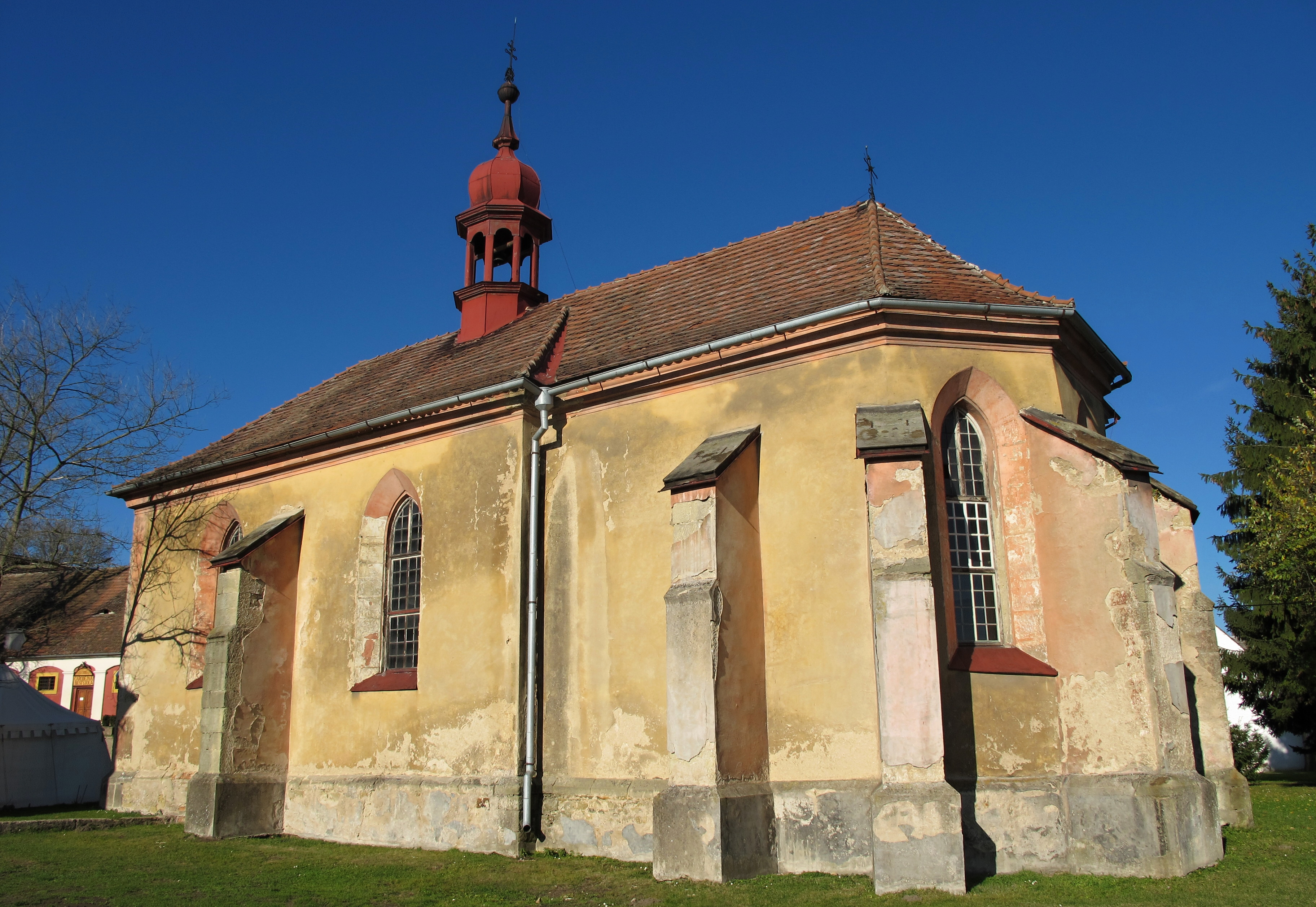
Kaple sv. Jana Křtitele v areálu zámku ve Starých Hradech
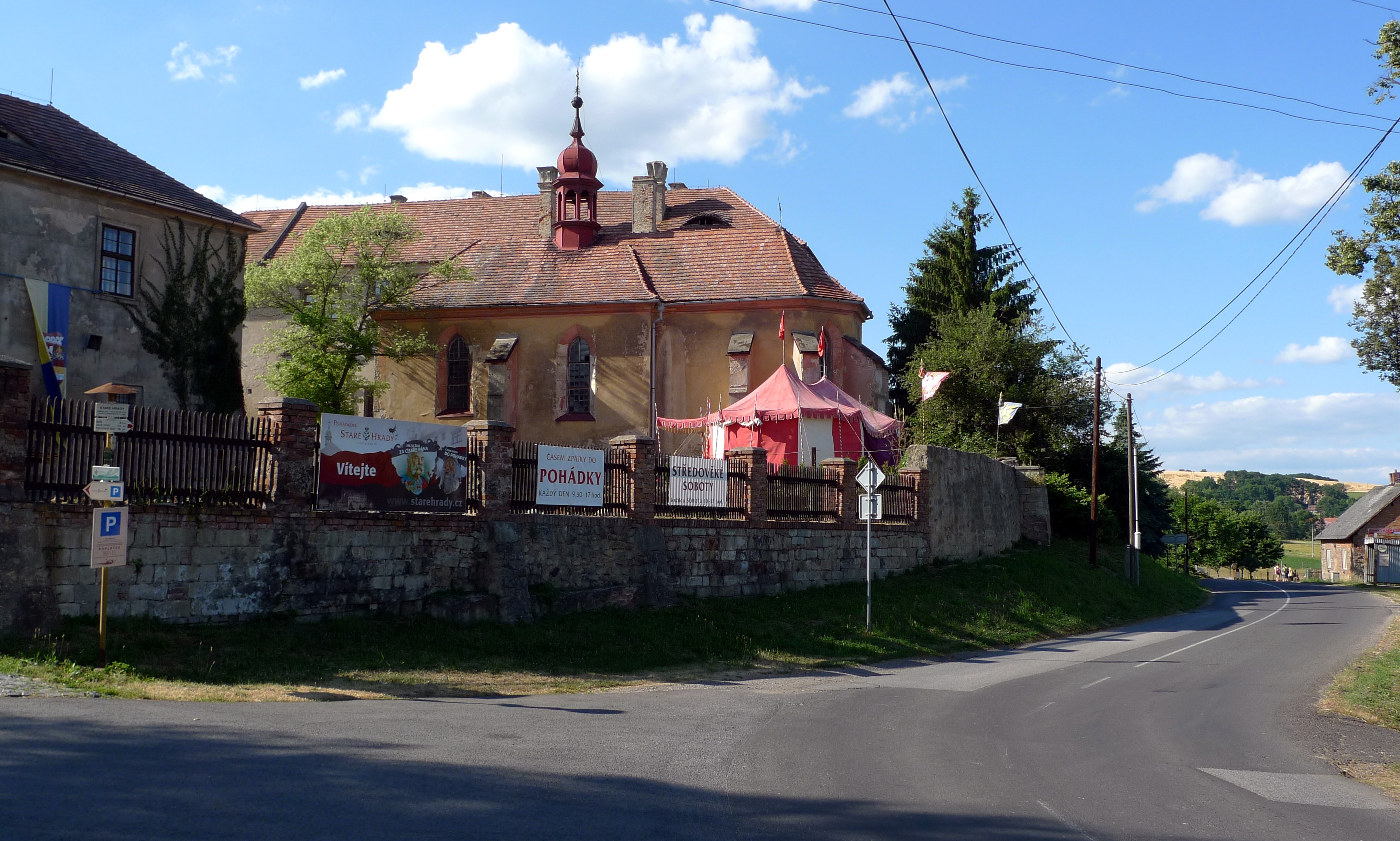
Zámecká kaple sv. Jana Křtitele ve Starých Hradech